# Туфень (Олт)
Туфень, Туфені (рум. Tufeni) — село у повіті Олт в Румунії. Входить до складу комуни Туфень.
Село розташоване на відстані 103 км на захід від Бухареста, 35 км на схід від Слатіни, 78 км на схід від Крайови.

## Населення
За даними перепису населення 2002 року у селі проживали 1912 осіб. Усі жителі села рідною мовою назвали румунську.
Національний склад населення села:
| Національність | Кількість осіб | Відсоток |
| -------------- | -------------- | -------- |
| румуни         | 1905           | 99,6%    |
| цигани         | 7              | 0,4%     |